# Tanika Ray
Tanika Ray (Washington D. C., 25 de enero de 1972) es una personalidad de televisión, reportera de entretenimiento estadounidense. Creció en Los Ángeles. Obtuvo un grado de Bachelor of Arts en los artes teatrales de Spelman College en Atlanta, y estudió el teatro en la Universidad de Nueva York.
Ray empezó su carrera como una bailarina profesional con varios artistos, tales como Will Smith, los Backstreet Boys, Brandy Norwood, y Aaliyah. Luego aventuró en la actuación, apareciendo como una estrella invitada en tales programas como The Wayans Bros., Living Single, NYPD Blue, Cosas de casa, y Soul Train.
Apareció como un personaje de captura de movimiento, proporcionando la voz y los movimientos de "Cyber Lucy," la copresentadora animada para una versión infantil del concurso Wheel of Fortune. Durante este período, fue también la voz oficial para el bloque CBS Saturday Morning.
Posteriormente Ray fue la presentadora de tales programas como Robótica en TLC y Lifetime Now en Lifetime. También presentó un segundo programa en Lifetime, Head 2 Toe, que inspiró mujeres para ser lo mejor que puedan ser a través de transformaciones acerca de maquillaje, cabello, vestuario, y sobre todo, autoestima.
En 2004, Ray se convirtió en una correspondiente para la serie de televisión Extra. Después de dos años, fue promovida a la presentadora de la edición para fines de semana de ese programa, Extra's Weekend Show, y reubicada a Los Ángeles. En agosto de 2009, dejó Extra para expandir su ámbito de aplicación en el campo de entretenimiento. Ray después presentó TBS Weekend Extra en TBS y CW Now en The CW, y ha recientemente presentada For the Love of Ray J. 2 Reunion Special para VH1, un especial de una hora sobre la película Precious en TV Guide Network, y un especial de una hora sobre Sex and the City 2.
También aparece frecuentemente como una panelista invitada en HNL, CNN, MSNBC, y Fox News Channel.